# Henry A. Wallace
Henry Agard Wallace (7. října 1888, Orient, Adair County – 18. listopad 1965, Danbury, Connecticut) byl americký státník a politik.
V Iowě vydával časopis pro farmáře, od roku 1933 byl ministrem zemědělství ve vládě demokratického prezidenta F. D. Roosevelta. Vypracoval koncepci regulace zemědělství a další zemědělské programy New Dealu.
Od 20. ledna 1941 do 20. ledna 1945 byl 33. viceprezidentem Spojených států ve vládě prezidenta F. D. Roosevelta. V lednu 1945 jej v této funkci nahradil Harry S. Truman a v roce 1946 rezignoval na post ministra.
Jako kandidát Pokrokové strany na prezidenta USA v roce 1948 sklidil hodně kritiky za prosazování lepších vztahů se SSSR, za to si vysloužil přízeň Komunistické strany USA. Získal pouze 2,4 % hlasů. Z politiky pak odešel.